# Tchékpo-Dédékpoè
 (octobre 2012).
Pour les articles homonymes, voir Dédékpoé.
Tchékpo-Dédékpoè ou Tchékpo Dédékpoè est un village du Togo, situé dans la Région maritime, à environ 55 km au nord-est de Lomé, la capitale et à 20 km de Tabligbo, chef-lieu de la préfecture du Yoto.

## Administration
Tchékpo-Dédékpoè et les villages voisins, Tchékpo-Anagali, Tchékpo-Dévé et Essé Zogbédji, forment le canton de Tchékpo, dont il est le chef-lieu.

## Démographie
La population du canton de Tchékpo est de 25 000 habitants en 2009.